# Ligne de Chorges à Barcelonnette
La ligne de Chorges à Barcelonnette est une ligne de chemin de fer qui devait relier Chorges (Hautes-Alpes) à Barcelonnette (Alpes-de-Haute-Provence), mais qui n'a jamais été achevée.

## Histoire

### Les prémices du projet
Le plan Freycinet, promulgué par la loi du 17 juillet 1879, prévoyait que toutes les préfectures et sous-préfectures de France seraient reliées au réseau ferré national. La réalisation de ce plan fut presque totale. La desserte de Barcelonnette, sous-préfecture des Alpes-de-Haute-Provence, située dans la vallée de l'Ubaye, fut prévue au no 128 sous l'intitulé de « Savines (Hautes-Alpes) à Barcelonnette » par une ligne à voie unique mais à écartement standard se détachant à proximité de Chorges de la ligne reliant Veynes à Briançon. Ce même plan prévoyait au no 138 une ligne de « Digne à la ligne de Savines à Barcelonnette ». Cette dernière n'a pas connu de commencement d'exécution.
La ligne est concédée à titre éventuel à la Compagnie des chemins de fer de Paris à Lyon et à la Méditerranée par une convention signée entre le ministre des Travaux publics et la compagnie le 24 janvier 1902. Cette convention est approuvée par une loi le 18 juillet 1902. La ligne est déclarée d'utilité publique et concédée à titre définitif à la compagnie du PLM par une loi le 12 février 1904.

### Modification du projet
Parallèlement au projet ferroviaire, des études sont menées en vue de réaliser un barrage sur la Durance à Serre-Ponçon : bien plus petit que celui effectivement réalisé plus tard, son lac n'aurait même pas touché l'ancien village de Savines, aujourd'hui noyé. Sa hauteur est en effet estimée, selon les sources, à 50 à 80 mètres,. Cependant, afin de tenir compte de ce projet, le tracé de la ligne est modifié et son nouveau plan est approuvé par décision de l'État du 25 janvier 1913.
Le tracé ferroviaire est ainsi rallongé vers l'amont de la vallée de façon à pouvoir franchir celle-ci à plus grande distance du projet de barrage. Ce nouveau projet est décrit comme suit : 

« Au lieu de rester accolé à la voie actuelle de Gap à Briançon jusque vers le kilomètre 5,9, le nouveau tracé s’en détache au kilomètre 7,703, s’infléchit immédiatement à droite pour franchir le torrent des Moulettes, au moyen d’un viaduc dit de Chanteloube, de 60 mètres de haut (…), rentre en souterrain pour retourner à angle droit vers la vallée, franchit la Durance au moyen d’un viaduc dit des Hyvans (…). Le tracé rentre ensuite dans le contrefort du Sauze par un souterrain de 2036 mètres et se dégage enfin suivant la direction indiquée par la décision du 25 janvier 1911 sur le flanc droit de la vallée de l’Ubaye pour se raccorder, après la gare d’Ubaye, avec le tracé adopté. »

Ainsi les plus importants ouvrages de la ligne, le viaduc des Hyvans, celui de Chanteloube, le long tunnel du Sauze, ont-ils été rendus nécessaires par le projet de barrage. Pourtant, une quarantaine d'années plus tard, ils seront noyés (et détruit pour le viaduc des Hyvans) en raison de la création d'un barrage beaucoup plus haut qu'on ne pouvait l'imaginer au début du XXe siècle, le barrage de Serre-Ponçon.

### Abandon définitif des travaux
La construction commença en 1909. La Première Guerre mondiale ralentit les travaux auxquels participent cependant des prisonniers de guerre allemands. La paix revenue les travaux reprennent, la population locale a bon espoir de voir arriver le train à Barcelonnette. En 1935, la construction de nouvelles lignes n'était plus à l'ordre du jour. Alors que les terrassements et la plupart des ouvrages d'art étaient bien avancés ou achevés jusqu'au lieudit le Martinet, à 15 kilomètres de Barcelonnette, les travaux furent suspendus.
La ligne a été déclassée par la loi no 5023 du 30 novembre 1941 (tout comme la ligne voisine du Champsaur).
En 1955, le projet de construction du barrage de Serre-Ponçon prévoyait de noyer les vallées de la Durance et de l'Ubaye, aux alentours de leur confluence, où justement passait la ligne en souffrance. Alors que la ligne de Briançon, elle aussi partiellement noyée, était reconstruite sur les flancs des collines bordant la Durance, il fut décidé que la plateforme et les ouvrages de celle de Barcelonnette ne seraient pas remplacés. Le tronçon compris entre le lieudit Chanteloube, où elle se séparait de la ligne principale, et le « grand pont » de la route nationale 100 sur l'Ubaye fut donc noyé lors de la mise en eau du barrage en 1959.
Sur le tronçon noyé par la retenue de Serre-Ponçon, la ligne comportait quatre ouvrages importants :
- le viaduc de Chanteloube (dit aussi des Moulettes) franchissant le vallon des Moulettes, achevé et qui fut laissé intact ;
- le viaduc des Hyvans, dit aussi de Prego-Dieu, sur la Durance, dont les  estacades étaient achevées et les piles partiellement construites (trois piles étaient achevées sur les cinq prévues, les deux dernières restaient inachevées). Le tablier métallique ne sera pas posé, les estacades et les piles ont été démolies[11] ;
- le tunnel des Hyvans, de 578 mètres de longueur, qui fut noyé[11] ;
- le long tunnel du Sauze, le plus long des Hautes-Alpes avec ses deux kilomètres, qui fut noyé également[12].

## État actuel
La plateforme libérée par la déviation de la ligne de Briançon, ainsi que l'embranchement de Barcelonnette, ont été aménagés en route d'accès au site de Chanteloube, devenu centre d'activités nautiques.

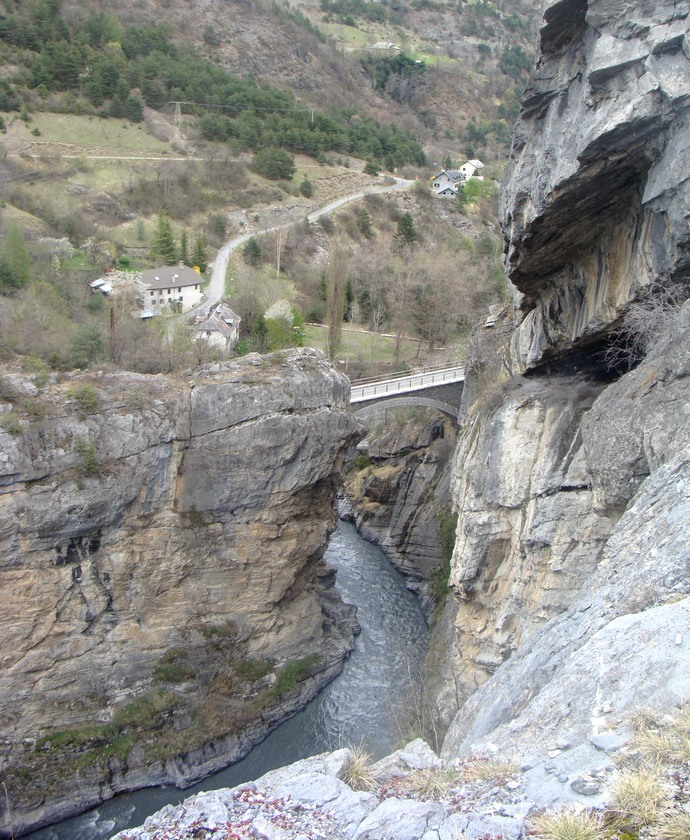
Viaduc sur le défilé de l'Ubaye en aval du Lauzet

Le viaduc de Chanteloube, noyé à l'exception de la rampe d'accès nord, est devenu une attraction touristique : dès que le niveau des eaux de la retenue s'abaisse, de manière saisonnière ou au gré des contraintes d'exploitation du barrage, le tablier du viaduc réapparaît. Selon les circonstances, il devient accessible aux promeneurs, et permet parfois une traversée complète, quoique non sécurisée puisqu'il ne dispose d'aucun gardecorps.
Au-delà de l'ancien village d'Ubaye, les emprises ferroviaires furent réemployées de plusieurs manières : 
- un premier tunnel a été transformé en tunnel routier (à sens unique) sur la nouvelle route nationale 854 (aujourd'hui départementale 954) reliant Savines-le-Lac au Lauzet par le Sauze-du-Lac (un second tunnel a été construit pour la voie descendante) ;
- un autre tunnel a été transformé en entrepôt ;
- une section de plate-forme d'environ quatre kilomètres entre le Lauzet et le Martinet a été aménagée pour dédoubler la route (deux chaussées à sens unique) ;
- une autre section au-dessus du nouveau pont sur l'Ubaye a été aménagée en voie de promenade accessible aux VTT.

Immédiatement en aval du village du Lauzet, on peut encore accéder à un viaduc qui franchit un impressionnant défilé de l'Ubaye ; le tunnel qui le prolonge est emprunté par un itinéraire balisé pour les VTT, mais est trop long pour être traversé sans éclairage.